# Llengües balcoromàniques
Les balcoromàniques o romàniques orientals són un conjunt de llengües romàniques o neollatines parlades a la península dels Balcans, principalment a Romania i Moldàvia. La majoria són derivades del dacoromanès i, per tant, dels antics colons romans -o romanitzats- establerts a la Dàcia en temps de Trajà. Totes aquestes llengües es diferencien de la resta de les llengües romàniques per tenir una gran influència eslava tant en el lèxic com en el sistema fonològic.

## Llista de llengües balcoromàniques
Les llengües balcoromàniques són:
- - Romanès-Moldau (Romania, Moldàvia i Sèrbia)
  - Istroromanès (Croàcia)
  - Aromanès (Grècia, Bulgària, Macedònia del Nord, Albània, Sèrbia)
  - Meglenoromanès (Grècia)

Als Balcans existeix també una llengua que alguns acadèmics consideren que té una forta influència neollatina: l'albanès. La influència va poder ser recíproca, ja que moltes de les paraules preromanes del modern romanès de fet també semblen relacionades amb el protoalbanès.